# Hugo Alejandro Acosta
Hugo Acosta (Bogotá, 29 de enero de 1991) es un exfutbolista colombiano. Jugaba como lateral izquierdo y su último equipo fue Deportivo Petapa de Guatemala.

## Trayectoria

### Inicios
Hugo Alejandro nació en Bogotá, entró a la escuela Independiente Bogotá a la edad de 7 años. Gracias a sus buenos partidos con su equipo, fue llamado varias veces para jugar con la Selección de Bogotá, y también jugó el "Torneo Pony Fútbol" en el año 2004. Luego, viajó a Argentina para probarse con el River Plate y con Chacarita Juniors. También jugó en el Hexagonal del Olaya, el torneo aficionado con más tradición en Colombia, donde quedó como goleador y ganó el premio del "Jugador Juvenil Revelación". 
Deja el fútbol por un tiempo, ya que estudia 5 semestres de Ingeniería de Automatización Electrónica en la Universidad de la Salle; y luego suspende sus estudios ya que llega a las divisiones inferiores de Independiente Santa Fe. Luego de un tiempo en la escuadra cardenal, se va cedido al Juventud Girardot. Luego de un tiempo en el club cundinamarqués, vuelve a Santa Fe. 

### Santa Fe
Tras tener buenas actuaciones con Juventud Girardot, Hugo Alejandro regresa a Santa Fe y el 26 de marzo de 2011, debuta como futbolista profesional jugando contra Águilas Doradas, en Itagüí (Antioquia) bajo el mando del profesor Arturo Boyacá. A partir de ahí, el bogotano logró consolidarse en la nómina titular del conjunto cardenal, llegando a jugar 24 partidos en su primer año en el profesionalismo, debutando en un torneo internacional tras jugar en la Copa Sudamericana, y llegando a las semifinales del Torneo Finalización. 
En 2012, bajo el mando del técnico Wilson Gutiérrez, Independiente Santa Fe se corona campeón por séptima vez en su historia, acabando con 36 años y medio de sequía de títulos de liga. Ese semestre, Hugo sería titular en casi todos los partidos, siendo un jugador muy importante en la nómina del conjunto cardenal. Así, Acosta lograría ganar su primer título como profesional con el equipo del que es hincha, entrando en la historia del club, del fútbol colombiano y convirtiéndose en un jugador querido por la hinchada santafereña. 
En el segundo semestre del año, Acosta seguiría siendo importante, pero Santa Fe sería eliminado en la primera fase del Campeonato Colombiano. En el 2013, Santa Fe jugaría la Superliga de Colombia, tras coronarse campeón; y en esa ocasión se enfrentaría a su máximo rival Millonarios. En ese torneo, Hugo sería titular y ayudaría a que el conjunto albirrojo ganara la competición por primera vez en su historia. En el primer semestre del 2013, el bogotano seguiría siendo importante en la nómina titular, y fue importante para que Santa Fe llegara a las semifinales de la Copa Libertadores de América, y además fue importante para Santa Fe en el torneo colombiano; donde el cuadro cardenal llegaría a la final donde quedaría subcampeón. 
El segundo semestre del año, también tuvo buenos partidos. En el 2014, Hugo perdería protagonismo en la nómina titular, ya que jugaría 2 partidos con la casaca cardenal. A mediados del año, tras ganar una liga y una superliga, jugar muy buenos partidos, y haber entrado en la historia de Santa Fe, y convertirse en un jugador querido por la hinchada; el lateral bogotano dejó a su Santa Fe para irse a jugar al Deportivo Pasto.

### Deportivo Pasto
En julio del 2014, Acosta se fue a jugar al Deportivo Pasto, por pedido de su exentrenador Wilson Gutiérrez. En el conjunto pastuso, volvería a tener minutos y retomaría su nivel, siendo uno de los mejores jugadores del equipo en el semestre. Sin embargo, su estadía en San Juan de Pasto, sería solo 6 meses, ya que le comunicaron que no seguiría en el club, y que volvería a entrenarse con Santa Fe. En mayo del 2015, Hugo Alejandro estuvo a prueba unos días en el Atlético Bucaramanga, club por el que finalmente no fichó.

### Llaneros
En 2016, tras mucho tiempo sin jugar, Independiente Santa Fe decidió mandar a préstamo al bogotano al club Llaneros de la Categoría Primera B, donde se reencontraría con Juan Manuel Leyton y Marino García jugadores con los que compartió en Santa Fe. En el conjunto de Villavicencio, Hugo jugaría una buena cantidad de partidos tanto en el Torneo de Ascenso, como en la Copa Colombia. En el equipo llanero, sería un jugador importante y tendría buenos partidos bajo el mando del profesor Germán "Basílico" González. A mediados del año, ficha por el Antigua GFC de Guatemala, saliendo por primera vez de su país en su carrera.

### Antigua de Guatemala
Tras una muy buena carrera en Colombia, Hugo Alejandro deja a su país, y se va a jugar al Antigua GFC de Guatemala. En el conjunto guatemalteco, se reencontró con su excompañero en Santa Fe Alejandro Miguel Galindo. En el conjunto auriverde, tuvo buenas actuaciones jugando en la Liga de Guatemala y en la Liga de Campeones de la Concacaf. Tras su recorrido por Antigua GFC tuvo la oportunidad de patear el último penal de campeonato y vencer a Municipal en la final del vuelta de Apertura 2016 coronandoce campeón.

### Deportivo Petapa
Para este año 2018 el defensor vuelve al fútbol  guatemalteco para ocupar la cuarta casilla para extranjeros en la plantilla dirigida por el profesor Ramiro Cepeda, en el Deportivo Petapa.

## Clubes
| Club             | País      | Año       | Partidos | Goles |
| ---------------- | --------- | --------- | -------- | ----- |
| Santa Fe         | Colombia  | 2011-2014 | 120      | 2     |
| Deportivo Pasto  | Colombia  | 2014-2015 | 17       | 0     |
| Llaneros         | Colombia  | 2016      | 21       | 1     |
| Antigua GFC      | Guatemala | 2016-2017 | 48       | 1     |
| Deportivo Petapa | Guatemala | 2018      | 6        | 0     |
|                  | TOTAL     |           | 212      | 4     |

## Palmarés

### Torneos nacionales
| Título                | Club        | País      | Año  |
| --------------------- | ----------- | --------- | ---- |
| Torneo Apertura       | Santa Fe    | Colombia  | 2012 |
| Superliga de Colombia | Santa Fe    | Colombia  | 2013 |
| Torneo Apertura       | Antigua GFC | Guatemala | 2016 |